# Elaphria albiviata
Elaphria albiviata là một loài bướm đêm trong họ Noctuidae.